# زوونکو لپتیچ
زوونکو لپتیچ (کرواتی: Zvonko Lepetić؛ ۱۷ نوامبر ۱۹۲۸ – ۴ ژانویهٔ ۱۹۹۱) بازیگر، و بازیگر تلویزیون اهل پادشاهی یوگسلاوی بود.
از فیلم‌ها یا برنامه‌های تلویزیونی که وی در آن نقش داشته‌است می‌توان به جاسوس بالکانی اشاره کرد.